# Mathletics (software educativo)
Mathletics es el producto estrella de la compañía educativa australiana 3P Learning.
El nombre Mathletics es un acrónimo de Matemáticas y atletismo y, como su nombre lo indica, el producto tiene como objetivo ayudar a los usuarios a dominar las matemáticas. Mathletics está dirigido al mercado escolar de educación primaria (K-12), con usuarios en Australia, Nueva Zelanda, EE. UU., Canadá, Gran Bretaña, Irlanda, Sudáfrica, Pakistán, y en escuelas internacionales en muchos otros Países. En Oriente Medio se encuentra disponible una versión en lengua árabe.
Las actividades están en concordancia con los planes de estudios de cada país, y posibilita a los maestros a crear cursos personalizados para adaptarse a las necesidades locales. 
Existen aproximadamente 3,5 millones de usuarios de Mathletics en más de 10.000 escuelas en todo el mundo. A mediados de agosto de 2015, más de 21,5 mil millones de preguntas Mathletics fueron contestadas correctamente por los estudiantes.

## Premios

### BETTPremios (Reino Unido)[4]
- 2016, Finalista, categoría "Primary Digital Content – core subject content".
- 2015, Ganador, categoría "Best Whole Course Curriculum Content"; Ganador, categoría "International Digital Resource"; Finalista, categoría "Primary Digital Content".
- 2014, Finalista, categoría "International Digital Education Resource".
- 2013, Finalista, categoría "Secondary Digital Content".
- 2012, Finalista, categoría "Primary Digital Education".
- 2050 , Ganador, categoría "Primary Digital Resource".

### GESS Premios (Dubái)[5]
- 2014, Ganador, categoría "Secondary Resource of the Year"; Finalista, cat "Primary Resource of the Year".

### Otros premios[6]
- 2016 Premio BESSIE "Best Educational Software for Middle School (BESSIE Award)";[7] Ganador, categoría "Upper Elementary"[8]

(Significativamente, el premio figura en el sitio web de 3P Learning; pero en el sitio web de dichos premios, en la categoría Upper Elementary, no aparece otorgado a Mathletics).
- 2015 Premio "eLearning Excellence Awards" ; Finalista.[9]
- 2015 Premio "Family Choice Award";[10] Ganador.[11]
- 2014 Premio "EdTech Digest Awards Program";[12] Ganador, categoría "e-Learning Solution (Math)".[13]
- 2013 Premio "Academics' Choice Awards by Smart Media" ; Ganador, categorías "Website,Software,App".[14]
- 2013 Mención "Homeschool.com" ;[15] categoría "Top Homeschooling Curriculum & Products for 2013!" .[16]

(Figura en el top de homeschool pero no figura en la web site de 3P Learning)
- 2011 Premio "Learning Impact Awards";[17] Medalla de Bronce, categoría "Established Initiatives".[18]

### Mathletics en las redes sociales
- Facebook
- Twitter
- Instagram

- Datos: Q56292736